# Образцов, Святослав Геннадьевич
Святосла́в Генна́дьевич Образцо́в (25 ноября 1953, Ленинград — 11 августа 2003) — советский и российский рок-музыкант и звукорежиссёр, участник групп «Прайд», «Лабиринт», «Союз любителей музыки рок», «Прямая речь», «Пикник».

## Биография
С середины 1970-х годов играл на гитаре, бас-гитаре и клавишных в группе «Прайд». Основной репертуар группы составляли кавер-версии песен западных рок-групп. Гитару и синтезатор осваивал самостоятельно — по его словам, получил «дворовое музыкальное образование».
В январе 1981 года «Прайд» распадается, после чего вместе с барабанщиком Олегом Вальяккой присоединился в качестве гитариста и клавишника к группе «Лабиринт», где играли будущие участники группы «Пикник» Эдмунд Шклярский и Александр Савельев. В апреле того же года группа была принята в Ленинградский рок-клуб, однако в концу мая группа распадается.
Весной того же года становится бас-гитаристом группы «Союз любителей музыки рок». Вместе с ним в группу приходит и Олег Вальякка, но уже как гитарист. Однако не позднее августа того же года Образцов покидает и эту группу. Примечательно, что тогда же, в конце августа 1981 года Шклярский и Савельев были приняты Евгением Волощуком в «Пикник».
В 1986 году на гастролях в Гомеле впервые сотрудничал с группой «Пикник», выступив в качестве звукорежиссёра группы. Сотрудничал с группой как звукорежиссёр и впоследствии.
В середине 1988 года присоединился к группе «Прямая речь» уже как клавишник и играл в группе до её распада в сентябре 1989 года. Особого успеха группа не имела и студийного материала не оставила. После этого на некоторое время бросил музыку.
В мае 1999 года стал бас-гитаристом группы «Пикник», сменив Александра Рокина. Леонид Кирнос так охарактеризовал его: «Слава Образцов долгое время был у нас звукорежиссером. Неплохой мужик, девок любил, пописывал свои песни и даже изредка исполнял их под гитару на концертах». Кроме того, взял на себя обязанности директора группы: «Зачем группе отдельный директор? Ведь в его интересах просто зарабатывать деньги на музыкантах, а пользы иногда бывает мало. У нас самый хороший, профессиональный директор был Алик Бахтияров, который погиб. Дремов сейчас занимается другим проектом, и за директора я. Ещё Воронин помогает». В составе группы записал три альбома: «Фиолетово-чёрный» (2001), «Египтянин» (2001) и «Чужой» (2002)
Весной 2003 года во время гастролей по уральским городам его состояние здоровья резко ухудшается. Больше на сцену он не выходил. Так как Святославу срочно пришлось лечь в больницу, в качестве бас-гитариста для концерта в Киеве, состоявшегося 26 апреля 2003 года, был привлечён Марат Корчемный: «После концерта пошли вопросы, где Образцов, почему он не смог приехать в Киев, когда вернется в строй? Тогда мы не знали ответа. Казалось, после операции Слава пойдёт на поправку. Увы, этого не произошло».
По словам Эдмунда Шклярского «Он болел, его очень быстро скрутило, буквально в течение двух месяцев. Он думал, что у него болит позвоночник, а оказалось опухоль, рак. Ему сделали операцию, но это не помогло». 11 августа 2003 года Образцов скончался на 50-м году жизни от рака.